# Историята на Кристофър Робин и Мечо Пух
„Историята на Кристофър Робин и Мечо Пух“ (на английски: Christopher Robin) е американско фентъзи от 2018 година на режисьора Марк Фостър, по сценарий на Алекс Рос Пери, Том Маккарти и Алисън Шрьодер, по идея на Грег Букър и Марк Стивън Джонсън. Филмът е вдъхновен от книгите на „Мечо Пух“ на Алън Милн и Ърнест Шепърд и е игрално компютърно анимирано продължение на едноименната поредица от Дисни. Във филма участват Юън Макгрегър в ролята на Кристофър Робин, Хейли Атуел като съпругата му Евелин, Бронте Кармайкъл като дъщеря им Маделин и Марк Гатис като неговия шеф, а озвучаващия състав се състои от Джим Къмингс, Брад Гарет, Ник Мохамед, Питър Капалди, Софи Оконендо, Сара Шийн и Тоби Джоунс. Историята проследява възрастния Кристофър Робин, докато той губи чувството си за въображение, за да се събере отново със старото си плюшено мече и приятел, Мечо Пух.
Плановете за игрална адаптация на Мечо Пух бяха обявени през април 2015 г., а Форстър беше потвърден за режисьор през ноември 2016 г. Макгрегър се подписа като Кристофър Робин през април 2017 г. и основната фотография започна през август същата година в Обединеното кралство, който продължи до ноември.
Филмът прави своята премиера в Бърбанк, Калифорния на 30 юли 2018 г. Пуснат на 3 август от Walt Disney Studios Motion Pictures, филмът събра над 197 милиона долара в световен мащаб, превръщайки се в най-печелившия филм в поредицата на Дисни „Мечо Пух“, надминавайки „Тигър“ (The Tigger Movie), пуснат през 2000 г. и получи предимно положителни отзиви от критици, които похвалиха нейните изпълнения, музикална партитура и визуални ефекти. Филмът получи номинация за най-добри визуални ефекти в 91-вата церемония на наградите „Оскар“.

## В България
В България е пуснат по кината на същата дата от Форум Филм България.
През 2019 г. е излъчен за първи път по HBO с първи български дублаж на Доли Медия Студио. Екипът се състои от:
| Озвучаващи артисти  | Ася Рачева Нина Гавазова Яница Митева Христо Чешмеджиев Николай Върбанов Росен Плосков Петър Бонев |
| Тонрежисьор         | Мартина Терзиева                                                                                   |
| Режисьор на дублажа | Йоана Микова                                                                                       |

На 26 декември 2020 г. е излъчен и по NOVA в събота от 17:00 ч. с втори войсоувър дублаж. Екипът се състои от:
| Озвучаващи артисти  | Христина Ибришимова Яница Митева Нина Гавазова Силви Стоицов Христо Узунов Александър Митрев |
| Преводач            | Ирина Ценкова                                                                                |
| Тонрежисьор         | Цветомир Цветков                                                                             |
| Режисьор на дублажа | Димитър Кръстев                                                                              |